# Reinhold Lofy
Reinhold Lofy (* 8. April 1922 in Graach an der Mosel; † 7. September 2010 in Trier) war ein deutscher Widerstandskämpfer gegen den Nationalsozialismus.

## Leben
Reinhold Lofy war der Sohn eines Postboten, der 1923 an den Spätfolgen einer im Ersten Weltkrieg erlittenen Verwundung verstarb. 1929 zog seine Mutter mit ihm nach Trier. Dort wurde er 1931 Messdiener und Mitglied der Deutschen Pfadfinderschaft Sankt Georg, den Eintritt in die Hitlerjugend lehnte er ab. Wegen des Verteilens von Hirtenbriefen wurde er 1935 von der Gestapo verhört. Er konnte eine Lehre im Vermessungsbüro der Stadtverwaltung Trier absolvieren, wo er zwar wegen Mitgliedschaft in der Katholischen Jugendbewegung denunziert, aber vom Dienststellenleiter geschützt wurde.
Ab 1941 war Lofy zunächst im Reichsarbeitsdienst, dann als Soldat an der Ostfront eingesetzt. 1942 verweigerte er nahe Woronesch aus Gewissensgründen den Befehl, einen Russen zu erschießen. Trotz dieses Vorfalls wurde Lofy im Frühjahr 1943 zur Offiziersschule nach Posen geschickt. Nach Ende des Lehrgangs kam er als Leutnant zur 72. Infanterie-Division. Am 20. April 1944 erhielt er den Befehl, anlässlich des „Führergeburtstags“ einen Stoßtrupp hinter die gegnerischen Linien anzuführen, bei dem Schusswaffengebrauch vermieden und stattdessen russischen Soldaten mit dem Spaten der Kopf abgeschlagen werden sollte. Lofy hielt diese Aktion für militärisch unsinnig und ethisch unverantwortlich. Da ihm eine direkte Befehlsverweigerung unmöglich erschien, sorgte er dafür, dass sein Trupp frühzeitig entdeckt wurde und sich unter dem einsetzenden Beschuss wieder zurückziehen konnte. Wenig später sprach er vor anderen Soldaten kritisch über die Ermordung von Juden und die Existenz von Konzentrationslagern. Er wurde angezeigt und zunächst im Wehrmachtgefängnis von Rawa-Ruska in Einzel- und Dunkelhaft gehalten. Später kam er in das Militärgefängnis von Tarnów und schließlich ins Zentralgefängnis in Germersheim, wo er mehreren Mitgefangenen durch seine guten Kontakte zum Gefängnispfarrer ermöglichte, Briefe an ihre Angehörigen schicken zu können. Im Januar 1945 wurde er durch ein Militärgericht zu sechs Jahren Haft, Ehrverlust und Degradierung verurteilt. Er wurde an das Bewährungsbataillon 500 überstellt, das unter Aufsicht von SS-Angehörigen an den gefährlichsten Frontstellen eingesetzt wurde. Am 19. April 1945 wurde Lofy bei Brünn durch ein Panzergeschoss schwer verletzt, sein linker Oberarm musste daraufhin im Feldlazarett amputiert werden. Mit einem Lazarettzug gelangte er nach Freiberg, von dort schlug er sich zu Fuß in seine Heimat durch. Das gegen ihn verhängte Urteil wurde im Juli 1949 vom Landgericht Trier als unrechtmäßig aufgehoben.
Nach dem Krieg absolvierte er ein Studium an der Hochschule für Ökonomie Berlin, wurde dort promoviert und arbeitete als Hochschullehrer. Auch in der DDR geriet er in Schwierigkeiten, weil er sich weigerte Spionagedienste zu leisten. Außerdem identifizierte er einen General der Nationalen Volksarmee als seinen ehemaligen Divisionskommandeur, der 1944 ein Todesurteil wegen Wehrkraftzersetzung gegen ihn beantragt hatte. 1972 durfte Lofy in die Bundesrepublik ausreisen. Dort engagierte er sich für den Rest seines Lebens gegen Faschismus. Er gründete einen Förderverein für eine Gedenkstätte beim ehemaligen SS-Sonderlager Hinzert und veröffentlichte 1982 zusammen mit Eberhard Klopp eine Dokumentation unter dem Titel Hinzert kein richtiges KZ?. Außerdem war er Vorsitzender des Verbandes Demokratischer Widerstandskämpfer und Verfolgter des Naziregimes und Vorstandsmitglied des Zentralverbandes Demokratischer Widerstandskämpfer- und Verfolgtenorganisationen.
Wolfram Wette bezeichnete ihn neben anderen als „Goldkörnchen unter dem großen Schutthaufen der deutschen Geschichte während der NS-Zeit“. Der rheinland-pfälzische Ministerpräsident Kurt Beck würdigte Lofy in einem Nachruf als „außergewöhnliche Persönlichkeit“.